# Asteropetes
Asteropetes es un  género monotípico de lepidópteros perteneciente a la familia Noctuidae. Su única especie: Asteropetes noctuina (Butler, 1878), es originaria de las islas Kuriles y de Japón.
Tiene una envergadura de 42-45 mm.
Las larvas se alimentan de especies de Vitis.